# 丘 (姓)
丘（きゅう）は、漢姓の一つ。朝鮮半島や日本、中華圏に分布する。

## 中国
もともとは多い姓であったが、清の雍正帝の時代に頒布された孔子の諱「丘」を避けるという旨の詔によりほとんどは「邱」に改姓した。
2020年の中華人民共和国の統計では人数順の上位100姓に入っておらず、台湾の2018年の統計でも151番目に多い姓で、4,531人がいる。

### 著名な人物
- 丘遅 - 南朝梁の官僚、文人、詩人。
- 丘長春 - 全真教の道士。
- 丘濬 - 明の学者。
- 丘逢甲 - 清の詩人、教育家。

## 朝鮮
丘（ク）は、朝鮮人の姓の一つである。

### 著名な人物
- 丘徳煥 - 韓国の国会議員。

### 氏族
平海丘氏の始祖丘大林は後漢の儒臣（唐の将軍）で日本に行った途中に日本海で難破し、蔚珍の越松亭近くに漂着して定着したという。
| 氏族（本貫） | 始祖   | 人数（2015年） |
| ------------ | ------ | -------------- |
| 綾城丘氏     |        | 11             |
| 平壌丘氏     |        | 5              |
| 平海丘氏     | 丘大林 | 15,297         |

### 人口と割合
1930年国勢調査の時忠南舒川郡一帯300世帯、扶余48世帯、慶北英陽47世帯があった。
| 年度   | 人口     | 世帯数    | 順位         | 割合 |
| ------ | -------- | --------- | ------------ | ---- |
| 1960年 | 6,114人  |           | 258姓中100位 |      |
| 1985年 | 1,859人  | 2,665世帯 | 274姓中101位 |      |
| 2000年 | 13,176人 | 4,128世帯 | 285姓中103位 |      |
| 2015年 | 15,382人 |           |              |      |

## 日本
丘（おか、きゅう）は日本人の姓の一つ。地形が由来である。
関連姓は岡、陸などがある。